# Fawlty Towers
Fawlty Towers (pt: A Grande Barraca ou Fawlty Towers) foi uma série de televisão britânica feita pela BBC e emitida pela primeira vez em 1975 pela BBC Two. Foram produzidos apenas doze episódios, mas a série foi um marco da comédia dos anos setenta e influenciou várias outras produções posteriores. A primeira temporada foi produzida e dirigida por John Howard Davies e a segunda, de 1979, foi produzida por Douglas Argent e dirigida por Bob Spiers.
O enredo desenrola-se num hotel fictício chamado "Fawlty Towers" na cidade de Torquay, no litoral sul inglês. A série foi escrita por John Cleese e Connie Booth, ambos também intérpretes.
A lista de "Cem melhores programas da televisão britânica" elaborada pelo "Instituto de Cinema Britânico" em 2000 traz Fawlty Towers em primeiro lugar.. A série também foi votada como a quinta melhor na enquete Britain's Best Sitcom, promovida pela BBC em 2004.

## Enredo
Num hotel ficcional chamado Fawlty Towers, situado em Torquay, na região do Devon, centrando-se no seu infame proprietário Basil Fawlty (John Cleese), a sua dominadora mulher Sybil (Prunella Scales), o cozinheiro espanhol Manuel (Andrew Sachs) e a empregada Polly (Connie Booth). O irascível Basil passa a vida a insultar os clientes, assim como a sua mulher e empregados, gerando gargalhadas constantes pelo seu mau humor e modos pouco simpáticos. O registo dos episódios é predominantemente o da farsa, envolvendo quase sempre coincidências, mal-entendidos, desencontros e acidentes. Os clientes do hotel são um veículo para o incontido temperamento de Basil, que reage de forma intempestiva aos seus pedidos, sejam eles razoáveis ou não. Existe ainda muito humor negro e situações no limite do nonsense. Para além das personagens referidas, destacam-se ainda o Major Gowen (Ballard Berkeley), um senil major na reserva que vagueia pelo hotel, o demente chefe de cozinha Terry (Brian Hall), e as velhotas e um pouco surdas Miss Tibbs (Gilly Flower) e Miss Gatsby (Renee Roberts).

## Principais personagens
Basil Fawlty
John Cleese interpreta o proprietário do hotel, de personalidade esnobe, mesquinha, xenófoba e paranóica, sempre em busca de transparecer pertencer à classe alta
Sybil Fawlty
Interpretada por Prunella Scales é a esposa de Basil e a verdadeira gerente do hotel.
Polly Sherman
Interpretada por Connie Booth é a recepcionista, mas sempre envolvida com outras funções do hotel. 
Manuel
Interpretado por Andrew Sachs, Manuel é um garçom desorganizado nascido em Barcelona que não fala inglês fluentemente. É constantemente humilhado verbal e fisicamente pelo seu chefe.

## Prêmios
Três BAFTAs foram concedidos para a série. Ambas temporadas venceram na categoria "Best Situation Comedy", dado ao diretor e produtor de cada uma delas. John Cleese ainda ganhou um prêmio individual na categoria "Best Light Entertainment Performance" por sua atuação como Basil Fawlty na segunda temporada.

## Exibição nos países lusófonos

### Portugal
Em Portugal continental, a série foi originalmente transmitida pela RTP1 entre 7 de setembro e 21 de dezembro de 1985. Na Madeira, foi transmitida pela RTP Madeira entre 29 de setembro e 22 de dezembro de 1985.

## Versões lusófonas

### Português europeu

#### Legendagem
Nos lançamentos em home video da Prisvideo, a série foi traduzida e legendada pela empresa CristBet.